# Människa utan hund
Människa utan hund är en roman av Håkan Nesser från 2006. Det är den första boken i en serie om kriminalinspektör Gunnar Barbarotti i den fiktiva svenska staden Kymlinge.
Romanen har översatts till danska (2007), norska (2007), tyska (2007), italienska (2008), finska (2011), polska (2011), ryska (2011), finska (2011), nederländska (2012), tjeckiska (2013), bulgariska (2015), estniska (2015), lettiska (2015) och engelska (2017).

## Handling
Strax före jul ska familjen Hermansson fira att fadern Karl-Erik och dottern Ebba fyller 65 respektive 40 år. Alla ska samlas hos Karl-Erik och hans fru Rose-Marie; Ebba och hennes man och två söner, Robert och Kristina med man och deras lille son. Men det finns mycket spänningar inom familjen.  Efter första kvällen försvinner Robert. Och nästa natt försvinner ännu en familjemedlem. Har försvinnandena något samband? Läsaren anar snart orsaken till det ena försvinnandet. Men kommer Barbarotti att klara ut detta? Familjen berättar nämligen inte allt.